# Dragon Ball Z: Shin Butōden
Dragon Ball Z: Shin Butōden (真武闘伝?) es un juego basado en la saga Dragon Ball para Sega Saturn que salió al mercado en 1995. El juego fue la contrapartida al juego Dragon Ball Z: Ultimate Battle 22 para la videoconsola PlayStation.
- Datos: Q2720457

Hay importantes diferencias entre ambos juegos, aunque ambos cuentan con los mismos personajes. La principal diferencia recae en el apartado gráfico y en una jugabilidad superior, más parecida a la de los juegos de la serie para la plataforma Super Nintendo haciendo uso de la split-screen y otras posibilidades. Es considerado por muchos el mejor Dragon Ball en  2D de la época.